# Jan Sjögren
Jan Edvin Sjögren, född 19 juni 1937 i Malmö, är en svensk teckningslärare, tecknare och målare.
Han är son till kammarmusikern Edvin Sjögren och Anna Karlsson och gift med Brita Sjögren. Efter studier vid Konstfackskolan i Stockholm 1956–1961 anställdes han som teckningslärare. Vid sidan av sitt arbete är han verksam som konstnär och han medverkade i Nationalmuseums Unga tecknare 1960 samt i ett flertal samlingsutställningar. Hans konst består av stilleben och landskapsmotiv utförda i olja eller i form av teckningar.  